# Arnaldo Bocco
Arnaldo Máximo Bocco (Elena, Córdoba, 21 de febrero de 1950) es un economista y docente universitario argentino. Fue director del Banco Central de la República Argentina, presidente del Banco de Inversión y Comercio Exterior y director del Banco Ciudad de Buenos Aires. Actualmente se desempeña como Director del departamento de Economía y del Observatorio de la Deuda Externa de la Universidad Metropolitana para la Educación y el Trabajo (UMET).

## Trayectoria
Entre 2001 y mediados de 2002 fue el titular de la corporación Buenos Aires Sur.
En junio de 2002, mediante el decreto 919/2002, fue nombrado como presidente del Banco de Inversión y Comercio Exterior de Argentina.
En noviembre de 2004 fue elegido integrante del directorio del Banco Central de la República Argentina.